# 제60회 NHK 홍백가합전
《제60회 NHK 홍백가합전》(일본어: 第60回NHK紅白歌合戦 다이로쿠짓카이에누에이치케이코하쿠우타갓센[*])는 2009년 12월 31일에 방송된 통산 60회째인 NHK 홍백가합전이다.

## 소개
60회를 기념하여, 환갑을 맞이한 야자와 에이키치와 유튜브를 통해 세계적으로 화제가 되었던 수잔 보일이 특별 출연하였다.

 또, 아라시 등 7개 조가 첫 출장하였다.

## 사회자
- 종합사회 - 아베 와타루 아나운서
- 홍조(紅組)사회 - 나카마 유키에
- 백조(白組)사회 - 나카이 마사히로
- 라디오 중계 - 야마다 야스히로, 칸다 아이카 아나운서
- 리포터 - 쿠보타 유카 아나운서

## 게스트 심사원
- 하쿠호 쇼 : 요코즈나로, 2009년 3회 우승 및 86승을 기록하고 연간 최다승기록을 갱신.
- 쿠사카리 타미요 : 2010년 방영할 NHK 대하드라마 『료마전』에서 사카모토 고, 오토세로 1인 2역.
- 아베 히로시 : 2009년 NHK 대하드라마 『천지인』에서 우에스기 겐신 역 및 같은 해 시작한 NHK 스페셜드라마 『언덕 위의 구름』에서 아키야마 요시후루 역.
- 후카다 쿄코 : 『천지인』에서 요도도노 역.
- 하라 다쓰노리 : 2009년 월드 베이스볼 클래식 일본 대표팀과 요미우리 자이언츠의 센트럴 리그, 2009년 일본 시리즈 우승을 이끈 감독.
- 카츠마 카즈요 : 경제평론가로, 저서 『断る力』 등이 베스트셀러가 되었다.
- 시로타 유 : 『천지인』에서 사나다 노부시게 역으로 출연 및 같은 해 출연했던 영화 『ROOKIES -卒業-』가 히트하였다.
- 스기야마 아이 : 남녀 통틀어 테니스 4대 메이저 대회 연속 출장횟수 세계최다 기록. 2009년 은퇴.
- 니시다 토시유키 : 주연인 영화 『釣りバカ日誌』 시리즈가 2009년 20편을 끝으로 완결. 스페셜드라마 『언덕 위의 구름』에서 다카하시 고레키요 역.
- 모리 미츠코 : 2009년 국민영예상 수상. 주연 연극 『放浪記』가 상연 2000회 돌파.

## 출장가수
진한 글씨는 첫 출장을 나타냄.

괄호 안의 숫자는 출장횟수를 나타냄.

### 1부
- 아카구미(紅組) :
  - 하마사키 아유미 (11) 〈Rule〉
  - AKB48 (2) 〈RIVER, 涙サプライズ!! 紅白Remix〉
  - 이키모노가카리 (2) 〈YELL〉
  - 고다이 나츠코 (16) 〈忍ぶ雨〉
  - Girl next door (2) 〈Infinity〉
  - 미즈키 나나 (1) 〈深愛〉
  - 나카무라 미츠코 (14) 〈河内おとこ節〉
  - 덴도 요시미 (14) 〈花筏 -Hanaikada-〉
  - 사카모토 후유미 (21) 〈また君に恋してる〉
  - 오오츠카 아이 (6) 〈Is〉
  - 가와나카 미유키 (22) 〈ふたり酒〉

- 시로구미(白組) :
  - EXILE (5) 〈Someday〉
  - flumpool (1) 〈星に願いを〉
  - NYC boys (1) 〈紅白60回記念NYCスペシャル[1]〉
  - 키타야마 타케시 (5) 〈剣山〉
  - 제로 (2) 〈海雪〉
  - FUNKY MONKEY BABYS (1) 〈ヒーロー〉
  - 포르노그라피티 (8) 〈アニマロッサ〉
  - 미카와 켄이치 (26) 〈さそり座の女 2009〉
  - 호소카와 타카시 (33) 〈望郷じょんから〉
  - 레미오로멘 (1) 〈粉雪〉
  - 모리 신이치 (42) 〈花と蝶〉

### 2부
- 아카구미(紅組) :
  - aiko (8) 〈あの子の夢〉
  - 히라하라 아야카 (6) 〈ミオ・アモーレ〉
  - 아키모토 준코 (2) 〈愛のままで…〉
  - Perfume (2) 〈ワンルーム・ディスコ〉
  - 미즈모리 카오리 (7) 〈安芸の宮島〉
  - 기무라 카에라 (1) 〈Butterfly〉
  - 나카시마 미카 (8) 〈流れ星〉
  - 안젤라 아키 (4) 〈手紙 〜拝啓 十五の君へ〜〉
  - 고바야시 사치코 (31) 〈万葉恋歌 あぁ、君待つと〉
  - 코다 쿠미(xmisono) (5) 〈2009紅白KODA SPECIAL[2]〉
  - 와다 아키코 (33) 〈もう一度ふたりで歌いたい〉
  - 이시카와 사유리 (32) 〈津軽海峡・冬景色〉
  - 아야카 (4) 〈みんな空の下〉
  - DREAMS COME TRUE (13) 〈その先へ 〜紅白スペシャルバージョン〜[3]〉

- 시로구미(白組) :
  - 유스케 (1) 〈ひまわり〉
  - 토쿠나가 히데아키 (4) 〈壊れかけのRadio〉
  - TOKIO (16) 〈太陽と砂漠のバラ〉
  - 동방신기 (2) 〈Stand by U〉
  - 이츠키 히로시 (39) 〈凍て鶴〉
  - 아리스 (3) 〈チャンピオン〉
  - 유즈 (3) 〈逢いたい〉
  - 후세 아키라 (25) 〈MY WAY〉
  - 후쿠야마 마사하루 (2) 〈はつ恋〉
  - 아라시 (1) 〈嵐×紅白スペシャルメドレー[4]〉
  - 코부쿠로 (5) 〈STAY〉
  - 히카와 키요시 (10) 〈ときめきのルンバ〉
  - SMAP (17) 〈そっと きゅっと～世界に一つだけの花〉
  - 키타지마 사부로 (46) 〈まつり〉

## 같이 보기
- NHK 홍백가합전